# Фернан Кнопф
Фернан Едмон Жан Мари Кнопф (на френски: Fernand Edmond Jean Marie Khnopff) е белгийски художник.

## Биография
Той е роден на 12 септември 1858 г. в Гремберген (днес част от Дендермонде) в старо буржоазно семейство, като преките му предшественици са юристи. Самият той започва да учи право в Брюкселския свободен университет, но проявява по-голям интерес към съвременната литература, а през 1876 година постъпва в Кралската академия за изящни изкуства. През следващите десетилетия той се утвърждава като един от водещите художници на символизма.
Умира на 12 ноември 1921 г. в Брюксел.

## Галерия
- „Портрет на Жана Кефер“, 1885
- „Градината“, 1886
- „Спомени“, 1889
- „Изкуството или Нежността на сфинкса“, 1896
- „Бъдеще или Млада англичанка“, 1898

## За него
- Louis Dumont-Wilden, Fernand Khnopff. Librairie Nationale d'Art et d'Histoire, Bruxelles, G. Van Oest, 1907, 78 pages. (Contient un catalogue des œuvres avec des noms de propriétaires).
- Michel Draguet, Khnopff ou l’ambigu poétique, Bruxelles, Crédit communal; Paris, Flammarion, 1995.
- Steven F. Joseph, Tristan Schwilden & Marie-Christine Claes, Khnopff Fernand, in Directory of Photographers in Belgium, 1839-1905, Rotterdam, Ed. De Vries; Anvers, Museum voor Fotografie, 1997, t. 1, p. 232-233.
- Gisèle Ollinger-Zinque, Fernand Khnopff et la Photographie, in Art et Photographie, Bruxelles, 1980, p. 19-29.
- Gisèle Ollinger-Zinque, Khnopff Fernand , in Le Dictionnaire des Peintres belges du XIVe siècle à nos jours, Bruxelles, t. 1, 1994, p. 580-581.
- Fernand Khnopff (1858-1921). Catalogue d'exposition, Bruxelles, Musées royaux des beaux-arts de Belgique, 2004.